# Síndrome de Chilaiditi
La síndrome de Chilaiditi és, un trastorn rar, la presència de dolor a causa de la transposició d'un tros de l'intestí gros (normalment el còlon transvers) entre el diafragma i el fetge, visibles a la radiografia abdominal o radiografia de tòrax.
Normalment això no causa símptomes, i això s'anomena signe de Chilaiditi. El signe pot estar present permanentment, o esporàdicament. Aquesta variant anatòmica de vegades es confon amb un trastorn més greu: la presència d'aire sota el diafragma (pneumoperitoneu) que sol ser un signe de perforació intestinal.
La síndrome de Chilaiditi només es refereix a les complicacions en presència del signe de Chilaiditi. Aquests inclouen dolor abdominal, torsió de l'intestí (vòlvul de còlon transvers) o sensació falta d'aire.